# Canscora alata
Canscora alata là một loài thực vật có hoa trong họ Long đởm. Loài này được (Roth) Wall. mô tả khoa học đầu tiên năm 1831.